# Donald Schön

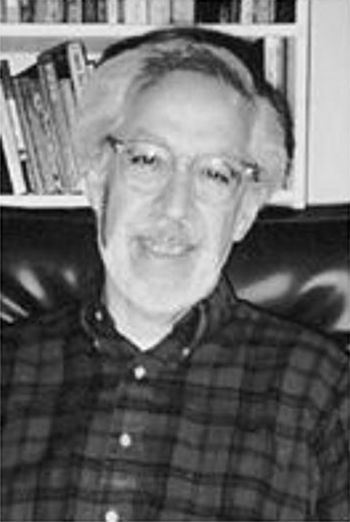
Donald Schön

Donald Alan Schön (19. September 1930 in Boston – 13. September 1997) war ein US-amerikanischer Philosoph und Professor der Stadtplanung am Massachusetts Institute of Technology. Er entwickelte das Konzept der „Reflective Practice“.

## Leben
Donald Schön wurde in  Boston geboren und wuchs in Brookline und Worcester auf. Nach seinem Bachelor an der Yale University absolvierte er Master- und Promotionsstudium an der Harvard University. Seine Promotionsschrift behandelte John Deweys Theorie der Forschung. Er studierte auch Musik (Klavier und Klarinette) an der Sorbonne in Paris.
Von 1957 bis 1963 arbeitete er bei der Unternehmensberatung Arthur D. Little. Ab 1968 arbeitete Schön als Professor am MIT.

## Reflective Practice
In seinem Buch The Reflective Practitioner entwickelte Schön das Konzept der „reflection-in-action“ als eine Lern- und Arbeitsmethode, in der Theorien situationsbezogen entwickelt und durch das Handeln selber erforscht werden. Dieses Konzept wurde von verschiedenen Disziplinen aufgenommen und dort fachbezogen diskutiert, darunter in der Designwissenschaft, der Pflegewissenschaft und der Aktionsforschung.
Schön unterteilt das Handeln in drei Typen: Knowing in Action, Reflection in Action und Reflection on Action.

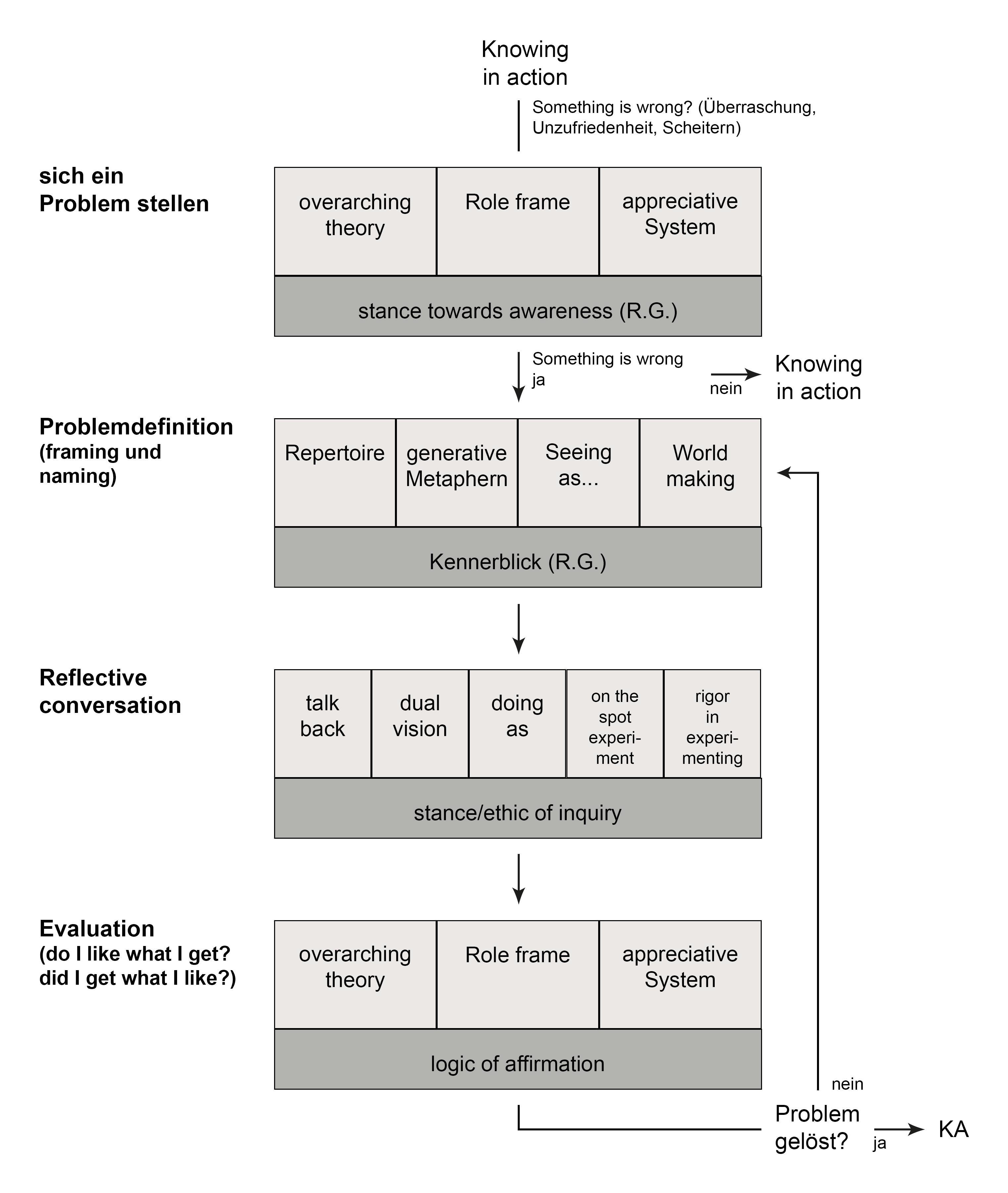
Schematische Darstellung des Handlungstyp Reflection in Action

Eine schematische Darstellung des Reflection in Action findet sich in der Abbildung (nach Gücker, 2018).